# Direitos humanos na Indonésia

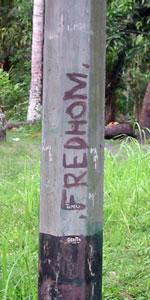
Movimento Papua Livre, grafite em Sentani, próximo da capital Jayapura.

As ações do governo da Indonésia têm sido notadas com preocupação pelos defensores dos direitos humanos. Ambas Human Rights Watch e a Amnesty International criticaram o governo em vários assuntos. Embora o país tenha instituições nacionais de direitos humanos, a Comissão Nacional de Direitos Humanos (Komnas HAM) desde 1993, que goza de um grau de independência do governo e detêm o credenciamento da ONU, a própria comissão tem pouco efeito, contra práticas discriminatórias cometidas pelo governo.

## Uso de força e impunidade
Na Indonésia há falta de um mecanismo de reclamações independente, eficaz e imparcial que possa lidar com reclamações públicas sobre má conduta policial, incluindo delitos envolvendo violações de direitos humanos. Embora organismos existentes, como a Comissão Nacional de Direitos Humanos (Komnas HAM) ou a Comissão Nacional de Polícia (Kompolnas) possam receber e investigar queixas do público, eles não têm poderes para encaminhar esses casos diretamente ao Ministério Público ou ao corpo disciplinar interno da polícia.
Alegações repetidas de tortura e maus-tratos de detentos pelas forças de segurança, particularmente de ativistas políticos pacíficos em áreas com histórico de movimentos independentistas como Nova Guiné Ocidental e Ilhas Molucas foram relatadas. Investigações independentes em tais alegações eram raras. Não houve investigações sobre alegações de tortura e outros maus-tratos de 21 ativistas políticos pacíficos pelo Destacamento Especial-88 (Densus-88), uma unidade policial de combate ao terrorismo. Os 21 haviam sido torturados durante a prisão, detenção e interrogatório em Maluku em agosto de 2010. O açoite era cada vez mais usado como uma forma de punição judicial em Achém. Pelo menos 72 pessoas foram espancadas por várias ofensas, incluindo beber álcool e estar sozinha com alguém do sexo oposto que não era um cônjuge ou parente (khalwat). As autoridades indonésias aprovaram uma série de estatutos que regem a implementação da Xaria após a promulgação da Lei de Autonomia Especial da província em 2001.